# هیچ جز قلب تنها
هیچ جز قلب تنها (انگلیسی: None but the Lonely Heart) فیلمی درام و معمایی به کارگردانی کلیفورد اودتس است که در سال ۱۹۴۴ منتشر شد.

## بازیگران
- کری گرانت
- اتل باریمور
- بری فیتزجرالد
- جین وایت
- جرج کولوریس
- دن دوریا
- مورتون لاوری